# ブロードキャスト!!
ブロードキャスト!!は、吉本興業東京本社（東京吉本）に所属する日本のお笑いコンビ。旧コンビ名は「ブロードキャスト」、2000年4月結成。吉本興業東海支社（名古屋吉本）で活動していたが、2007年4月に東京本社へ移籍（吉村がNSC東京校5期、房野が6期出身扱い）。

## メンバー
吉村 憲二（よしむら けんじ、1978年5月12日（47歳） - ）
ボケ・ネタ作り担当。
山口県下松市出身、山口県立光丘高等学校卒業。身長170cm、体重60kg。兄がいる。
趣味は音楽・映画鑑賞。B'zのファン。B'z会と言うライブも10回するほど。博多華丸・大吉のお二人にも地方組で可愛がって頂いたご縁で、ゲストに出て頂いた事も。
特技は水泳、200m個人メドレーの選手。
NSC名古屋校9期出身。かつてはコンビ「ルーズリーフ」を組み、ツッコミ担当だった。コンビ名の由来は2人ともネタをルーズリーフに書いていたから。
2010年1月26日『シチサンLIVE』にて、喘息持ちであるのを明かした。酒は嗜まず、タバコも吸わない。
安達健太郎（元カナリア）がプロデュースするアイドルグループ「Adachilds」に所属。
柏木由紀（AKB48）推し、ティファニー（少女時代）推し。また、ももいろクローバーZも好き。千鳥のノブに連れられZ期に5人に会って写真撮影したこともある。ももクロ好きが高じてももクロ応援YouTubeチャンネルも持っている。
美容が大好きで、スーパーフード協会の「スーパーフードエキスパート」をもっている。
美容コラム「ブロードキャスト！！吉村のミランダカーになりたくて」を10年以上執筆。
2018年4月より、『SHOWROOM』の配信を精力的に行なっている。第二期（2018年）、第三期（2019年）のトップランカーとして表彰された。
2019年、吉本男前ランキングで15位。
2023年4月、豊橋市住みます芸人にピンで就任。
2023年4月、やしの実FMで、ブロードキャスト！！吉村 ・ASANAの「幸せになろうよ！！」スタート。
2023年10月、CBCラジオ「名古屋芸人お笑ジオスターズ」スタート、 2024年4月からは月一になるが10月からまたスタート。
2024年1月よりボディメイクを始め、半年で12キロの減量で絞る。「ベストボディジャパン」で5位入賞を果たす。

房野 史典（ぼうの ふみのり、1980年10月23日（44歳） - ）
ツッコミ担当。
岡山県井原市出身、井原市立荏原小学校・井原市立木之子中学校（「木之子中」という珍しい学校名からネタにすることもある）・岡山県立笠岡商業高等学校卒業（高校での1年先輩に千鳥がいる）。身長170cm、体重61kg、血液型A型。弟がいる。
学生時代はバレー部所属で、ポジションはセンター。
全商簿記2級を所持している。
趣味は買い物とドライブ、読書。
好きな女性芸能人は柴咲コウや野波麻帆。
NSC名古屋校11期出身。川口清行（元ロシアンモンキー）と「やさしいお兄さんズ」というユニットを組んでいた。
眼鏡はキャラとしてかけており、名古屋時代は着用していなかった。いわゆる伊達眼鏡（9月の「AGE AGE LIVE」のお試し20秒チャレンジ、押見泰憲（元犬の心）とのネタより）。
大食いでラーメンが好き。
漫画執筆時のペンネームは「水無月 明」。
喫煙者でアメリカンスピリットライトを愛用している。
2012年8月18日より、ノブ（千鳥）と共に井原ふるさと大使に就任している。
日本史（特に戦国武将）についての知識が豊富。好きな武将は武田信玄。また、「歴史ライブ〜軍師と足軽〜」の出演者だった金田哲（はんにゃ.）、山本博（ロバート）、長谷川ヨシテル（れきしクン）、いけや賢二（元犬の心）、桐畑トール（ほたるゲンジ）と共に歴史好き芸人ユニット「ロクモンジャー」を結成している。なお、2016年に幻冬舎のWEBサイト「幻冬舎plus」にて『泣いて笑ってドラマチックに学ぶ 超現代語訳 戦国時代』（幻冬舎）として書籍化された。2018年に『笑えて、泣けて、するする頭に入る 超現代語訳 幕末物語』（幻冬舎）、『時空を超えて面白い!戦国武将の超絶カッコいい話』（三笠書房）を発刊、2020年に『13歳のきみと、戦国時代の「戦」の話をしよう。』（幻冬舎）が出版された。
2021年4月、結婚を発表。

## 概説
- 名古屋学院大学在学中から名古屋吉本のオーディションを受けていた吉村が、大学の後輩（房野）を誘う形でコンビ結成。その後、オーディションに合格し名古屋吉本の所属となる。
- 大学時代の2人が所属していたサークルの名前は「放送文化研究会（ブロードキャスティングクラブ）」で、コンビ名の由来にもなっている。主に大学祭などのイベントで司会や音響をするサークルで、2人は舞台の司会を務めていた。
- 名古屋吉本所属の芸人として初めて『爆笑オンエアバトル』（NHK総合）でオンエアを飾った。
- 昔は単独ライブを毎月開催していた。なお、名古屋時代から単独ライブにおいては必ずネタとネタの間のブリッジで房野はフラフープをやる。また、吉村が房野に対し「かまってよ」と様々な悪戯を仕掛けるVTRが流れる。
- AGE AGE LIVEが2009年12月よりリニューアルし、2010年6月までの新リニューアルまでの2クールともチャンピオンとなっている。
- 名古屋時代に担当していたラジオ番組へのゲスト出演が縁で、マキシマム ザ ホルモンやASIAN KUNG-FU GENERATIONのメンバーと親交がある。
- 2013年1月1日、「ブロードキャスト!!」に改名。
- 2014年10月9日、大宮ラクーンよしもと劇場の専属芸人“大宮セブン”の一員として活動していた[11]。

## 芸風
- 主に漫才[12]で、スピーディーな掛け合いとテンポが持ち味。房野がノリツッコミを入れるのが多い。前半で吉村がボケたシチュエーションを、後半で房野が同じシチュエーションでボケて吉村がボケを重ねるパターンが。
- コントも演じることがあり、キングオブコントで三度の準決勝進出経験を持つ。

## 賞レースでの戦績

### キングオブコント
| 年度   | 結果         | 会場                         | 日時       |
| ------ | ------------ | ---------------------------- | ---------- |
| 2008年 | 2回戦進出    | ラフォーレミュージアム六本木 | 2008/08/16 |
| 2009年 | 3回戦進出    | 新宿明治安田生命ホール       | 2009/08/23 |
| 2010年 | 3回戦進出    | 日経ホール                   | 2010/08/12 |
| 2011年 | 準決勝進出   | 赤坂BLITZ                    | 2011/08/26 |
| 2012年 | 準々決勝進出 | 新宿明治安田生命ホール       | 2012/08/19 |
| 2013年 | 2回戦進出    | 不明                         | 不明       |
| 2014年 | 準決勝進出   | 赤坂BLITZ                    | 2014/09/09 |
| 2015年 | 準決勝進出   | 赤坂BLITZ                    | 2015/08/28 |
| 2016年 | 2回戦進出    | きゅりあんホール             | 2016/08/10 |
| 2017年 | 2回戦進出    | シアターブラッツ             | 2017/08/10 |
| 2018年 | 2回戦進出    | シアターブラッツ             | 2018/08/03 |
| 2019年 | 2回戦進出    | きゅりあん小ホール           | 2019/08/01 |

### Ⅿｰ1グランプリ
| 年度             | 結果      | エントリー No. | 会場                   | 日時       |
| ---------------- | --------- | -------------- | ---------------------- | ---------- |
| 2015年（第11回） | 3回戦進出 | 914            | ルミネtheよしもと      | 2015/10/23 |
| 2016年（第12回） | 2回戦進出 | 846            | 雷5656会館ときわホール | 2016/10/12 |

## 出演

### テレビ
- 爆笑オンエアバトル （NHK総合）戦勝13勝9敗 最高509KB
1999年度・2005年度を除く全ての放送年に出場経験があるが、2006年度までは3勝9敗と成績が安定せず、2007年度以降からようやく安定し2007年9月28日放送回で初の連勝。なお、14回目にして初の連勝となった。同年11月23日放送回の愛媛大会で初のトップ通過、番組終了時点で無傷の10連勝を達成した。なお、2008年度に2戦連続オーバー500を記録している。以前の出場回となる2006年4月28日放送回で501KBを記録する。また、2007年度・2008年度は2年連続でチャンピオン大会にも出場するも、2回ともセミファイナルで敗退している。
  - 第10回チャンピオン大会 セミファイナル6位敗退
  - 第11回チャンピオン大会 セミファイナル7位敗退
  - 第12回チャンピオン大会 視聴者投票1位バトル5位敗退
- オンバト+（NHK総合）戦績3勝0敗 最高433KB
- イエヤス（中部日本放送）
- iしてる。（東海テレビ）
- ヨシモト∞
- お笑い登龍門（フジテレビ系、2005年4月25日）
- オールザッツ漫才 - 2004年のみ出演し、その年は名古屋の中部日本放送でもネットされた。
- U・LA・LA@7（TOKYO MX） - 『よしもとうららちゃん』コーナー
- 超常芸人サバ〜イ!（メ〜テレ、2009年3月3日）
- オリエンタルラジオのマンガの日（ヤフー、2009年7月31日）
- 地元応援バラエティ このへん!!トラベラー（テレビ東京、2010年1月13日）
- 爆笑レッドカーペット（フジテレビ系、2010年2月20日初登場） - キャッチコピーは「お笑い一斉送信」
- エンタの天使（日本テレビ）- 2010年3月24日（第15回）、キャッチコピーは「2010期待の漫才師」。元々は『エンタの神様』の番組中で収録されたものだったが、未放映だったためこちらで放送。
- 熱血テレビ（山口放送）『ブロードキャストのわらしべ行脚』準レギュラー
- 芸人○○王（毎日放送  2012年3月24日）房野のみ
- つながりファンタジー いつも!ガリゲル（読売テレビ 2012年3月27日、4月17日）- 房野のみ
- いつも!ガリゲル（読売テレビ　2012年3月27日、4月17日）- 房野のみ
  - ガリゲル（読売テレビ　2016年4月9日）- 房野のみ
- テベ・コンヒーロ（TBSテレビ 2012年4月24日）
- あるあるYYテレビ（TVQ九州放送 2013年1月28日 - 3月25日）隔週月曜日MCレギュラー
- ワラッタメ天国（フジテレビ　2013年2月1日）
- 祇園笑者 「はんにゃ金田×ブロードキャスト房野」（読売テレビ　2013年4月26日）- 房野のみ
- PON!（日本テレビ 2013年7月26日）「天カメ一武道会」
- のりスタ!（テレビ東京　2014年10月29日 - 2015年3月25日）- 房野のみレギュラー
- いろはに千鳥（テレビ埼玉　2014年11月18日、2017年3月14日・21日、2018年3月13日・20日、2019年8月20日・27日）
- 水野真紀の魔法のレストランR（毎日放送　2015年2月23日）- 吉村のみ
- さしめし（LINE LIVE　2016年1月4日）- 房野のみ
- 歴史漫才 ヒストリーズ・ジャパン（東名阪ネット6、2017年7月 - 9月）- 房野のみ

### 舞台・ライブ
- AGE AGE LIVE、シチサンLIVE、渋谷ばちーんんんLive
- 神保町花月 「黄昏」「OFF」「ほらね。」「友よ静かに眠れ」「古手川ドリームランド」「暗闇のラブソング」「オスメス」「誰なんだ」「美女から野獣」 「ブラストが笑う夜」「たいよう」「4 〜four〜」「キミハ・シラナイ」「色彩オーケストラ」「僕はどうしても膝が痛かったんだ」「生ガキがあたった夜」「バーボン65」「テルと僕」「THE大航海デイズ」（房野のみ）「メリークリスマス“4”ユー! 〜four again」「kisskisskiss2013」「春夏秋冬」「マジで忠臣蔵!!完全版」（房野のみ）[24]「ピカロス11」「ヌーディシアター」「いろはにポエトと」「青空」「ピラミッドだぁ!」「TO MUCH PAIN」「チェインギャング」
- サンシャイン栄「サンシャインTHEよしもと」
- 大須演芸場「笑う門には大吉きたる ダイノジ吉報まつり」※吉村プロデュース、房野は野田典嗣、馬場基嘉とトリオで出演。

### ラジオ
- ハイパーナイト「ブロードナイト・ニッポン」（2003年4月-2007年3月、CBCラジオ）
- Break in MASA（2003年4月-2007年3月、岐阜エフエム放送）
- おしゃべりやってま〜すレボリューション（2015年1月-、K'z Station）※インターネットラジオ

### インターネット番組
- 岡田斗司夫ゼミ（2015年7月12日、ニコニコ生放送） - 房野のみ
- 街録ch〜あなたの人生、教えて下さい〜（2021年、YouTube番組） - 房野のみ

### DVD
- ルミネtheよしもと～業界イチの青田買い 09春～（2009年4月22日、よしもとアール・アンド・シー、YRBY-90126）
- やりすぎフェスタ2010 やりすぎ芸人都市伝説 Vol.3（2010年12月15日、よしもとアール・アンド・シー、YRBY-90323）

## 主なライブ
単独ライブ
2005年3月21日までのライブは全て吉本栄3丁目劇場（愛知）である。
- 2000年
  - 12月23日 - 「G」
- 2001年
  - 9月9日 - 「GIII」
- 2002年
  - 9月23日 - 「ブロードキャスト6」
  - 11月17日 - 「ブロードキャスト8〜ブロードの秋〜」
  - 12月22日 - 「ブロードキャスト9〜アンチブロード〜」
- 2003年
  - 1月19日 - 「ブロードキャスト10〜ブロード返し〜」
  - 2月22日 - 「ブロードキャスト11〜赤土まじりブロード〜」
  - 3月23日 - 「ブロードキャスト12〜ヨシムラボウノ〜」
- 2004年
  - 8月29日 - 「ブロードキャスト19〜満員御礼キャスト〜」
- 2005年
  - 3月21日 - 「ぶち漫才」
  - 10月1日 - 「ブロードキャスト…？あ〜はいはいなんか聞いたことはある〜」（ASUNAL HALL/愛知）
- 2007年
  - 7月20日 - ブロードキャスト第40回単独ライブ「ねぇねぇ!ブロードが東京でいきなり単独やるらしいよ!」「アハッバカじゃなぁ〜い!そんなの客なんて入るわけないじゃないムリムリムリムリムリムリムリムリ〜!でも行きましょ」「行くんかい」（新宿シアターモリエール/東京）
- 2008年
  - 3月9日 - 「ちょっと聞いて!ブロードキャストがまた単独やるんだって!」「まだこりてないのかしら？無理するんじゃないっての!アハハハハハハハ!とりあえずこれ、あんたの分とチケット2枚ね」「あんた本当は大ファンでしょ?」（シアターD/東京）
  - 8月24日 - 「ねぇねぇ!いいとこまるでなしやろうことブロードキャストがまたしても単独祭参戦ですって!」「今度は行かない!!他に予定入れてるんだから!…あれ?…おかしいわ…足が勝手にライブ会場に向かってるー!!」「あんたの言動にはほんとせいせいする」（新宿シアターブラッツ/東京）
- 2009年
  - 2月8日 - 「名古屋ブロード」（ASUNAL HALL/愛知）
  - 8月15日 - 「東京ブロード〜シアターD〜」（シアターD/東京）
  - 9月22日 - 「東京ブロード〜シアターD〜」（シアターD/東京）
  - 9月24日 - 「名古屋ブロード〜アスナルホール〜」（ASUNAL HALL/愛知）
- 2010年
  - 3月5日 - 「東京ブロード〜タウンホール〜」（北沢タウンホール/東京）
- 2014年
  - 9月27日 - 「東京ブロード!! コント編～初めてのコントから最新のコントまでブロードコントBEST?! 大連発! 昔のかまってよVも大放出! ヘェーあの二人コントも出来るんだねスペシャル!～」（ルミネtheよしもと/東京）[25]
- 2015年
  - 3月23日〜29日 - 「一週間ブロード!!」（大宮ラクーンよしもと/埼玉）[26]
  - 10月9日〜11日 - 「三日間ブロード秋祭り!!」（大宮ラクーンよしもと/埼玉）[27]
- 2016年[28]
  - 6月5日 - 全国ブロードツアー 2016「名古屋ブロード!!」（伏見JAMMIN'/愛知）
  - 6月27日 - 全国ブロードツアー 2016「札幌ブロード!!」（ターミナルプラザことにパトス/北海道）
  - 7月2日 - 全国ブロードツアー 2016「沼津ブロード!!」（沼津ラクーンよしもと劇場/静岡）
  - 7月15日 - 全国ブロードツアー 2016「東京ブロード!!」（ルミネtheよしもと/東京）
  - 7月23日 - 全国ブロードツアー 2016「大阪ブロード!!」（道頓堀ZAZA HOUSE/大阪）
- 2017年
  - 5月28日 - 全国ブロードツアー 2017「名古屋ブロード!!〜伏見ジャミン〜」（伏見JAMMIN'/愛知）
  - 6月10日 - 全国ブロードツアー 2017「札幌ブロード!!〜ことにパトス〜」（札幌文化芸術交流センター/北海道）
  - 7月2日 - 全国ブロードツアー 2017「大阪ブロード!!〜道頓堀ZAZA〜」（道頓堀ZAZA HOUSE/大阪）
  - 7月19日 - 全国ブロードツアー 2017「東京ブロード!!〜ルミネtheよしもと〜」（ルミネtheよしもと/東京）

主催イベント
- 2013年
  - 8月15日 - 「ブロッキンジャパン2013～芸人による歌の祭典がパワーアップして帰ってきた!～初のライブハウスでプロの方も呼んじゃったりして歌って騒いで汗かいて大盛り上がりっ!!スペシャル～」（O-WEST/東京）[29]
  - 12月9日 - 「ブロッキンジャパン2013～冬だろうが調子にのってやっちゃいます! 芸人による歌の祭典! プロの方も呼んじゃって! O-EASTにデカくして! この冬のチャレンジワンダホー! スペシャル～」（O-EAST/東京）[30][31]

定期開催イベント
- 「しゃべルドキャスト」「しゃべルドキャストZ」（ヨシモト∞ホール・ドームなど） - 月一回のトークライブ。
- 「新ネタドキャスト」（大宮ラクーンよしもと劇場）
- 「硲喋る房野聞け」→「ハザちゃん房ちゃん」（神保町花月、ヨシモト∞ホール・ドームなど） - 房野とハザマ陽平（イシバシハザマ）のトークライブ。
- 「とにかく明るい安村が架空の国“マチョ”の歴史を歴史に詳しい房野に語る～」 （Naked Loft） - 房野、2018年より定期開催されている(共演：とにかく明るい安村、伊藤智博（LLR）、村上（マヂカルラブリー）ほか)
- 「菊竹房伊の井戸端会議」（ヨシモト∞ホール・ドームなど） - 房野。(共演：菊地浩輔（チーモンチョーチュウ）、竹内健人（元怪獣）、伊藤智博（LLR）)
- 「〜歴史ライブ〜軍師と足軽」 - 房野。前述、歴史好き芸人ユニットの「ロクモンジャー」によるトークライブ。